# The ringmaster, volume 1
The ringmaster, volume 1 is een studioalbum  van multi-instrumentalist Robert Reed, bekend van onder andere Magenta.

## Inleiding
Robert Reed speelt binnen die band meerdere muziekinstrumenten en schrijft ook het merendeel van de muziek en teksten. Desalniettemin schrijft hij ook muziek die hij binnen die band, die ingedeeld wordt onder de progressieve rock niet kwijt kan. Het is grotendeels instrumentale muziek naar zijn voorbeeld Mike Oldfield, maar dan wel uit zijn beginperiode. Ze bestaat uit lange stukken die vaak een elpeekant lang zijn. Dit geldt ook voor The ringmaster, volume 1. Het is een conceptalbum over de muze binnen de muziek, die je vaak inspiratie geeft, maar je net zo vaak juist blokkeert om verder te gaan. De muziekstijl van het album is gelijk aan de vroege albums van Oldfield, haast orkestrale muziek met een mengeling van folk, rock en progressieve rock. De binding met Oldfield is verder terug te vinden in degenen met wie hij samenwerkt. Dit project werd geïnitieerd door Les Penning, die Oldfield bijstond bij Ommadawn. Een andere musicus Tom Newman is eveneens gelieerd aan Oldield, merendeels als muziekproducent, bijvoorbeeld Tubular Bells.
Het album begint met een mondelinge introductie.     

## Musici
Opnamen vonden plaats in de Big Studio in Wales, Phillips nam zijn drumopnamen in de Phantom Recording Studio.
- Robert Reed – alle muziekinstrumenten behalve
- Simon Phillips – drumstel
- Angharad Brinn – zang
- Micaela Haslam, Heather Cairncross – Synergy Vocals
- Tom Newman – sleebellen
- Troy Donocley – Uillean pipes, whistles
- Steve Bingham – viool
- Karla Powell – hobo
- Les Penning - spreekstem

## Muziek
| Nr. | Titel                                          | Duur  |
| --- | ---------------------------------------------- | ----- |
| 1.  | The farewell (Robert Reed)                     | 2:46  |
| 2.  | The first guardian of everywhere (Robert Reed) | 13:37 |
| 3.  | The defeated army (Robert Reed)                | 4:35  |
| 4.  | Sign of the song (Robert Reed)                 | 1:17  |
| 5.  | Storytown (Robert Reed)                        | 3:05  |
| 6.  | The gatekeeper (Robert Reed)                   | 2:11  |
| 7.  | First large water (Robert Reed)                | 4:09  |
| 8.  | Mr. Penning standing blue (Robert Reed)        | 3:10  |
| 9.  | Sign of Seldlinger (Robert Reed)               | 1:43  |
| 10. | A dream of home (Robert Reed)                  | 4:10  |
| 11. | Arcadia in ruins (Robert Reed)                 | 6:56  |

| Nr. | Titel                                                        | Duur  |
| --- | ------------------------------------------------------------ | ----- |
| 1.  | Glamarocko (Robert Reed)                                     | 2:24  |
| 2.  | Glencoe (Robert Reed)                                        | 4:03  |
| 3.  | The ringmaster, track 1-5 van cd1 (Robert Reed, Tom Newman)  | 20:48 |
| 4.  | The ringmaster, track 6-11 van cd1 (Robert Reed, Tom Newman) |       |

De set werd aangevuld met een dvd in 5.1.